# Arrest Vas Dias/Salters
Het arrest Vas Dias/Salters (HR 6 mei 1926, NJ 1926, p. 721) is een belangrijk arrest van de Nederlandse Hoge Raad dat betrekking heeft op onbevoegde vertegenwoordiging. Het wordt in de rechtswetenschap en rechtspraktijk als standaardarrest beschouwd.

## Casus
Vas Dias is de aanbesteder van een nieuw te bouwen huis in Den Haag. De werkzaamheden vinden plaats door een aannemer. Bij de afbraak van het oude pand ontstaat ernstige schade aan het huis van de buurman, Salters, die bij Vas Dias ging klagen. De architect onder wiens directie de werkzaamheden werden verricht, heeft toen gesproken met Salters en diens procureur. In dat gesprek heeft de architect toegezegd dat het huis van Salters in de oude toestand zou worden hersteld. De werkzaamheden werden hervat, maar het beloofde herstel is achterwege gebleven en Vas Dias weigert schadevergoeding te betalen. Hij zegt dat hij de architect geen opdracht heeft gegeven om namens hem op te treden en dat de architect hem niet kon binden.

## Procesgang
Salters vordert schadevergoeding op grond van contractuele aansprakelijkheid en/of onrechtmatige daad. De vordering is door de rechtbank en in hoger beroep door het hof toegewezen, zij het op verschillende gronden. In cassatie heeft de Hoge Raad het arrest van het hof en het vonnis van de rechtbank vernietigd, en – ten principale rechtdoend – Salters niet-ontvankelijk verklaard in zijn vordering.

### Rechtbank en hof
De rechtbank heeft de vordering toegewezen op grond van onrechtmatige daad (art. 1401 en 1402 BW, nu art. 6:162 BW). Het hof heeft vastgesteld dat (tussen partijen) geen sprake is van een onrechtmatige daad. Het hof heeft de vordering toegewezen op grond van contractuele aansprakelijkheid, door de toezegging die de architect aan Salters heeft gedaan. Dienaangaande overwoog de Hoge Raad:

dat (...) volgens het Hof de vordering van Salters mede was gegrond op het niet nakomen door Vas Dias van een contractueele verplichting tot herstel van het pand, hieruit ontstaan doordat, nadat Salters bij Vas Dias had geklaagd en hem had gewaarschuwd, daarna de architect (...) een onderhoud had gehad met Salters en diens procureur, waarbij [de architect] de toezegging gaf dat Salters perceel weder in den ouden toestand zou worden hersteld;

## Hoge Raad
De Hoge Raad overwoog:

dat het Hof [ten onrechte] heeft aangenomen dat de architect opdracht had om Vas Dias aan Salters te binden, omdat Salters dit in goed vertrouwen mocht aannemen;

dat men, ook door een vertegenwoordiger, alleen dan door overeenkomst kan worden gebonden, indien men zijn wil heeft geopenbaard, hetzij rechtstreeks hetzij doordat zulks uit de gedragingen van den verbonden persoon in verband met de eisen van het maatschappelijk verkeer en het daardoor bij de wederpartij opgewekte vertrouwen kan worden afgeleid;

## Relevantie
Dit is een standaard-arrest met betrekking tot onbevoegde vertegenwoordiging. De achterman, de pseudo-vertegenwoordigde, kan niet gebonden raken door het enkele optreden van de persoon die zich voordoet als zijn vertegenwoordiger. Het vertrouwen van de wederpartij moet te herleiden zijn tot verklaringen of gedragingen van de vertegenwoordigde. Er moet sprake zijn van een 'toedoen' van de vertegenwoordigde.